# Довер (Северна Каролина)
Довер (енгл. Dover) град је у америчкој савезној држави Северна Каролина.

## Демографија
По попису из 2010. године број становника је 401, што је 42 (-9,5%) становника мање него 2000. године.
| Група             | 2000.       | 2010.       |
| Белци             | 203 (45,8%) | 174 (43,4%) |
| Афроамериканци    | 239 (54,0%) | 222 (55,4%) |
| Азијати           | 0 (0,0%)    | 0 (0,0%)    |
| Хиспаноамериканци | 0 (0,0%)    | 0 (0,0%)    |
| Укупно            | 443         | 401         |